# Monorriel de Poços de Caldas
El Monorriel de Poços de Caldas era un sistema de monorriel que servía a la ciudad de Poços de Caldas, en el estado de Minas Gerais. De propiedad particular, la línea elevada conectaba la terminal de transporte de la ciudad con el área central, sumando un total de 6 km de extensión y 11 estaciones. Actualmente, el monorriel está desactivado desde 2003 y una parte de la vía fue destruida, imposibilitando el reinicio inmediato de las operaciones. Existen planes para su revitalización y reactivación.